# Was nützt die Liebe in Gedanken
Was nützt die Liebe in Gedanken is een Duitse film uit 2004 in een regie van Achim von Borries. De film is gebaseerd op de roman Der Selbstmörder-Klub van Arno Meyer zu Küingdorf (1999). Hoofdrolspelers zijn August Diehl, Daniel Brühl, Anna Maria Mühe en Jana Pallaske.

## Korte inhoud
Het verhaal is afgeleid van een historische gebeurtenis, de zogenaamde Scholierentragedie van Steglitz van 1927. De hoofdrolspelers hebben problemen met hun eerste grote liefde en besluiten om zelfmoord te plegen, als zij niet de liefde krijgen die zij menen te verdienen. Omdat ze voortdurend bezig zijn met het zoeken naar het hoogste in de liefde, verliezen Paul (Daniel Brühl) en Günther (August Diehl) de echt belangrijke dingen van het leven uit het oog. Hun vertroebelde visie vernietigt alles en er duikt een gevaarlijk idee op in Günthers brein: als wij niet bemind worden, nemen wij degenen van wie we houden mee uit het leven...

## Prijzen

### Gewonnen
- 2005: Prijzen van de Duitse filmkritiek - voor Beste acteur: August Diehl
- 2004: Filmfestival van Kopenhagen - Gouden Zwaan voor Beste actrice: Anna Maria Mühe
- 2004: Europese Filmprijs - Publieksprijs voor Beste acteur: Daniel Brühl
- 2004: Prijzen voor Nieuwe Gezichten - voor Beste regisseur: Achim von Borries
- 2004: Undine-prijzen - voor Beste jonge filmacteur: August Diehl
- 2004: Filmfestival van Verona voor Liefdesfilms - voor Beste film: Love in Thoughts

### Genomineerd
- 2004: Europees Filmfestival van Brussel - Gouden Iris: Love in Thoughts